# Joseph Culp
Joseph Culp (Los Angeles, 9 de janeiro de 1963) é um ator e diretor estadunidense. Ele é filho do ator Robert Culp e sua segunda esposa Nancy Ashe. Ele recebeu seu treinamento de atuação no HB Studio na cidade de Nova York.

## Carreira
Culp apareceu em um papel recorrente como Archie Whitman, o pai da Grande Depressão do personagem Don Draper de Jon Hamm na série Mad Men da AMC. Ele foi o primeiro ator a interpretar o Doutor Destino na primeira versão cinematográfica do Quarteto Fantástico da Marvel Comics no filme não lançado de 1994, The Fantastic Four. Ele também narrou o filme September 11-The New Pearl Harbor de Massimo Mazzucco.
Culp também apareceu no videogame de detetive neo-noir L.A. Noire como Walter Robbins no caso de homicídio "The Studio Secretary Murder".

## Vida pessoal
Ele foi co-fundador da técnica Walking-In-Your-Shoes com Joseph Cogswell, uma abordagem corpo-mente. Em 1992, ele e Cogswell fundaram o Walking Theatre Group com sede em Los Angeles.
Ele é tio do rapper americano Bones.

## Filmografia

### Cinema
| Ano  | Título                                | Papel                     | Notas       |
| ---- | ------------------------------------- | ------------------------- | ----------- |
| 1986 | Dream Lover                           | Danny                     |             |
| 1988 | Iguana                                | Dominique                 |             |
| 1991 | The Arrival                           | Max Page (jovem)          |             |
| 1994 | El jardín del Edén                    | Frank                     |             |
| 1994 | The Secret Life of Houses             | David                     |             |
| 1994 | The Fantastic Four                    | Victor Von Doom           | Não lançado |
| 1995 | Apollo 13                             | TELMU Gold                |             |
| 1996 | Driven                                | Assistente de Quiropraxia |             |
| 1997 | Firestorm                             | Richter                   |             |
| 2000 | Innocents                             | Mike                      |             |
| 2001 | Hunger                                | Charlie Pontus            |             |
| 2003 | Another Fish                          | Marcus                    | Curta       |
| 2003 | Baadasssss!                           | Advogado                  |             |
| 2007 | Cyxork 7                              | Max Schlau                |             |
| 2008 | Iskyss                                | James Arlington           |             |
| 2008 | The Seekers                           | Nick                      |             |
| 2008 | The Reflecting Pool                   | Paul Cooper               |             |
| 2013 | Voice of Life                         | None                      | Curta       |
| 2016 | Welcome to the Men's Group            | Michael                   |             |
| 2016 | Surge of Power: Revenge of the Sequel | Spade                     |             |
| 2017 | Abduction of Angie                    | Luke                      |             |
| 2018 | The Empty House                       | Charles                   | Curta       |
| 2019 | Surge of Dawn                         | Spade                     |             |
| 2024 | Outlaw Posse                          | Xerife                    |             |

### Televisão
| Ano       | Título                     | Papel                 | Notas                                 |
| --------- | -------------------------- | --------------------- | ------------------------------------- |
| 1983      | Greatest American Hero     | Roberto Delvera       | Episódio: "Vanity, Says the Preacher" |
| 1984      | A Doctor's Story           | Dr. Rick Stockwood    | Telefilme                             |
| 1989      | Highway to Heaven          | Paul                  | Episódio: "The Inner Limits"          |
| 1990      | Blue Bayou                 | Thomas Fortenot       | Telefilme                             |
| 1990      | Project: Tinman            | Reitman               | Telefilme                             |
| 1993      | Full Eclipse               | Det. Tom Davies       | Telefilme                             |
| 1996      | Assault on Dome 4          | Chase Moran           | Telefilme                             |
| 1997      | ER                         | Roger Alner           | Episódio: "You Bet Your Life"         |
| 1998      | Star Trek: Deep Space Nine | Raimus                | Episódio: "Honor Among Thieves"       |
| 2006      | Wild Hearts                | Cody McMichael        | Telefilme                             |
| 2007–2009 | Mad Men                    | Archie Whitman        | Papel recorrente (temporadas 1–3)     |
| 2009      | Radio Needles              | Bill Dawson           | Telefilme                             |
| 2010      | House                      | Russ Smith            | Episódio: "Remorse"                   |
| 2012      | Blackout                   | Langdon               | Episódio: "Part 1"                    |
| 2013      | New Girl                   | Mick Jagger (voz)     | Episódio: "Virgins"                   |
| 2020      | Agents of S.H.I.E.L.D.     | Franklin D. Roosevelt | Episódio: "The New Deal"              |

### Videogames
| Ano  | Título           | Papel          |
| ---- | ---------------- | -------------- |
| 2011 | L.A. Noire       | Walter Robbins |
| 2016 | The Technomancer | Anton Rogue    |

## Ligações Externas
- Site Oficial de Joseph Culp
- Walking in Your Shoes: Walking is Understanding por Christian Assel (Autor), Joseph Culp (Prefácio)
- Walking Theater Group
- Walking-In-Your-Shoes™
- Joseph Culp. no IMDb.